# Ewgeni Kirilow
Ewgeni Sachariew Kirilow (bulgarisch Евгени Захариев Кирилов; * 26. Januar 1945 in Ljubitschewo, Oblast Targowischte) ist ein bulgarischer Politiker und Mitglied des 6. Europäischen Parlament. Kirilow ist Mitglied der Bulgarischen Sozialistischen Partei (BSP). Er spricht neben Deutsch und Englisch noch Russisch und Französisch.
2007 wurde bekannt, dass Kirilow ehemaliger Mitarbeiter des kommunistischen bulgarischen Geheimdienstes (bulg. Комитет за държавна сигурност) ist.